# 南機廠 (臺北捷運)

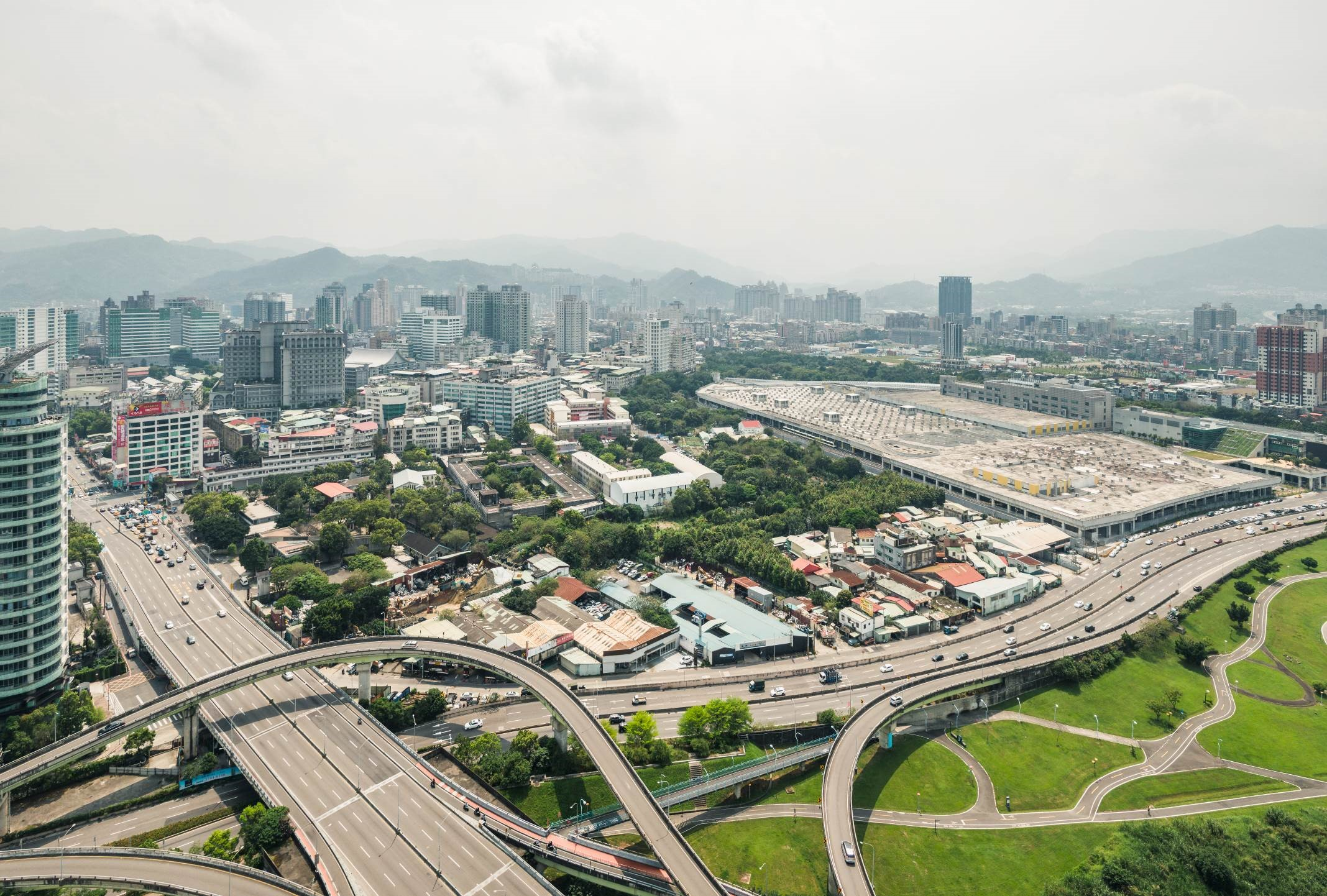
台北捷運環狀線南機廠（圖右）

南機廠（英語：South Depot）是台北捷運的機廠，為台北捷運環狀線服務，位於環狀線在新北市新店區設立的十四張站旁，故又稱十四張機廠，地址是新北市新店區民權路280號。

## 機廠概要
使用中，為台北捷運環狀線之五級維修機廠。

## 機廠命名
機廠命名通常以所在地區為名，然而南機廠所在之新店區已有新店機廠，無法重名。且相對於南機廠的環狀線北機廠因為位於在蘆洲區，也已有蘆洲機廠無法重名，因此才會以同樣服務環狀線兩機廠的南北相對位置命名。

## 歷史
- 2020年1月19日起：環狀線「新北產業園區站—大坪林站」段開放試營運，試乘時間於上午10點至下午4點[1][2]。
- 2020年1月31日：與環狀線第一階段通車時一併投入營運[3][4][5]。